# 주옌하이
주옌하이 시사(베트남어: Thị xã Duyên Hải / 市社沿海)는 베트남 짜빈성의 티싸(시사)이다.

## 지리
주옌하이 시사는 짜빈성 남동쪽에 위치하고 있으며 꼬찌엔강 어귀의 꿍허우 옆에 위치해 있다.
- 동쪽과 남쪽은 동해와 경계를 접한다.
- 서쪽은 주옌하이현과 경계를 접한다.
- 북쪽은 꺼우응앙현과 경계를 마주한다.

## 행정 구역
주옌하이 시사에는 2개 방(坊)과 5개 사(社)가 있다.

### 방
- 1방 (Phường 1)
- 2방 (Phường 2)

### 사
- 전타인 (Dân Thành / 民城)
- 히엡타인 (Hiệp Thạnh / 協盛)
- 롱흐우 (Long Hữu / 隆有)
- 롱또안 (Long Toàn / 隆全)
- 쯔엉롱호아 (Trường Long Hòa / 長隆和)